# Växjö–Alvesta Järnväg
|  |  |  |

|  | Continuation backward |

| Unknown BSicon "CONTgq" | Unknown BSicon "ABZg+r" |  |

|  | Station on track |

|  | Unknown BSicon "ABZgl" | Unknown BSicon "CONTfq" |

|  | Stop on track |

|  | Stop on track |

|  | Unknown BSicon "ABZg+l" | Unknown BSicon "CONTfq" |

|  | Station on track |

| Unknown BSicon "CONTgq" | Unknown BSicon "ABZgr" |  |

|  | Continuation forward |

|  |  |  |

|  | Continuation backward |

| Unknown BSicon "CONTgq" | Unknown BSicon "ABZg+r" |  |

|  | Station on track |

|  | Unknown BSicon "ABZgl" | Unknown BSicon "CONTfq" |

|  | Stop on track |

|  | Stop on track |

|  | Unknown BSicon "ABZg+l" | Unknown BSicon "CONTfq" |

|  | Station on track |

| Unknown BSicon "CONTgq" | Unknown BSicon "ABZgr" |  |

|  | Continuation forward |

Växjö–Alvesta Järnväg (WAJ) var det ursprungliga namnet på järnvägen mellan Växjö och Alvesta i Kronobergs län. Banan ingår idag i Kust till kust-banan mellan Göteborg och Kalmar/Karlskrona. Banan är 17,5 kilometer lång och normalspårig.

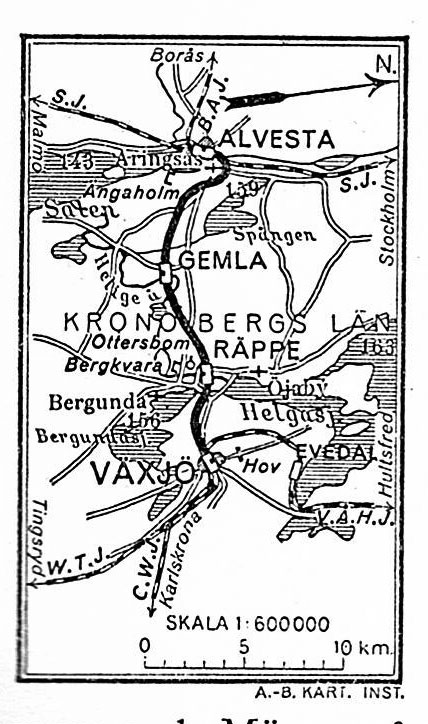
WAJ. Karta 1926.

Den tillkom på kommunalt initiativ som en sidobana till Södra stambanan och öppnades 1865. Från 1909 sköttes en del av trafiken av Karlskrona–Växjö Järnväg och från 1922 stod detta järnvägsbolag för all trafik på banan. På Karlskrona–Växjö Järnväg kunde man i Emmaboda resa vidare till Kalmar på Kalmar Järnväg.
WAJ förstatligades 1941 och överfördes då till SJ.

## Historia
1862 undersöktes möjligheterna att dra en järnväg från Alvesta på Södra stambanan till Växjö av baningenjören Julius Frosell. Den 2 oktober hölls ett möte i Växjö som föreslog att en bana för hästkraft skulle byggas och att Växjö (staden och invånare där) skulle teckna två tredjedelar av aktierna i ett järnvägsbolag. Detta bildades i november. Claes Adelsköld hade upprättat ett kostnadsförslag för spårvidden 3,5 fot (1067 mm). Bolaget ansökte om statslån om 216 000 riksdaler motsvarande två tredjedelar av beräknad byggkostnad. En proposition till riksdagen om detta avslogs emellertid med motiveringen att en normalspårig bana skulle vara bättre och att banan borde byggas för trafik med ånglok, inte hästar. Som en kompensation för de ökade byggkostnaderna begärde bolaget att fritt få använda Alvesta station och att Statens järnvägar skulle trafikera banan (mot viss ersättning). Så blev också fallet enligt en överenskommelse 1863.
Banan byggdes med Claes Adelsköld som överingenjör. Den öppnades den 3 juli 1865. Avtalet om fri användning av Alvesta station blev med tiden kontroversiellt och SJ ville häva det. Efter flera juridiska processer upphörde avtalet 1922. Från 1 maj 1922 övertogs trafikeringen av Karlskrona–Växjö järnväg (CWJ).